# Ngaben

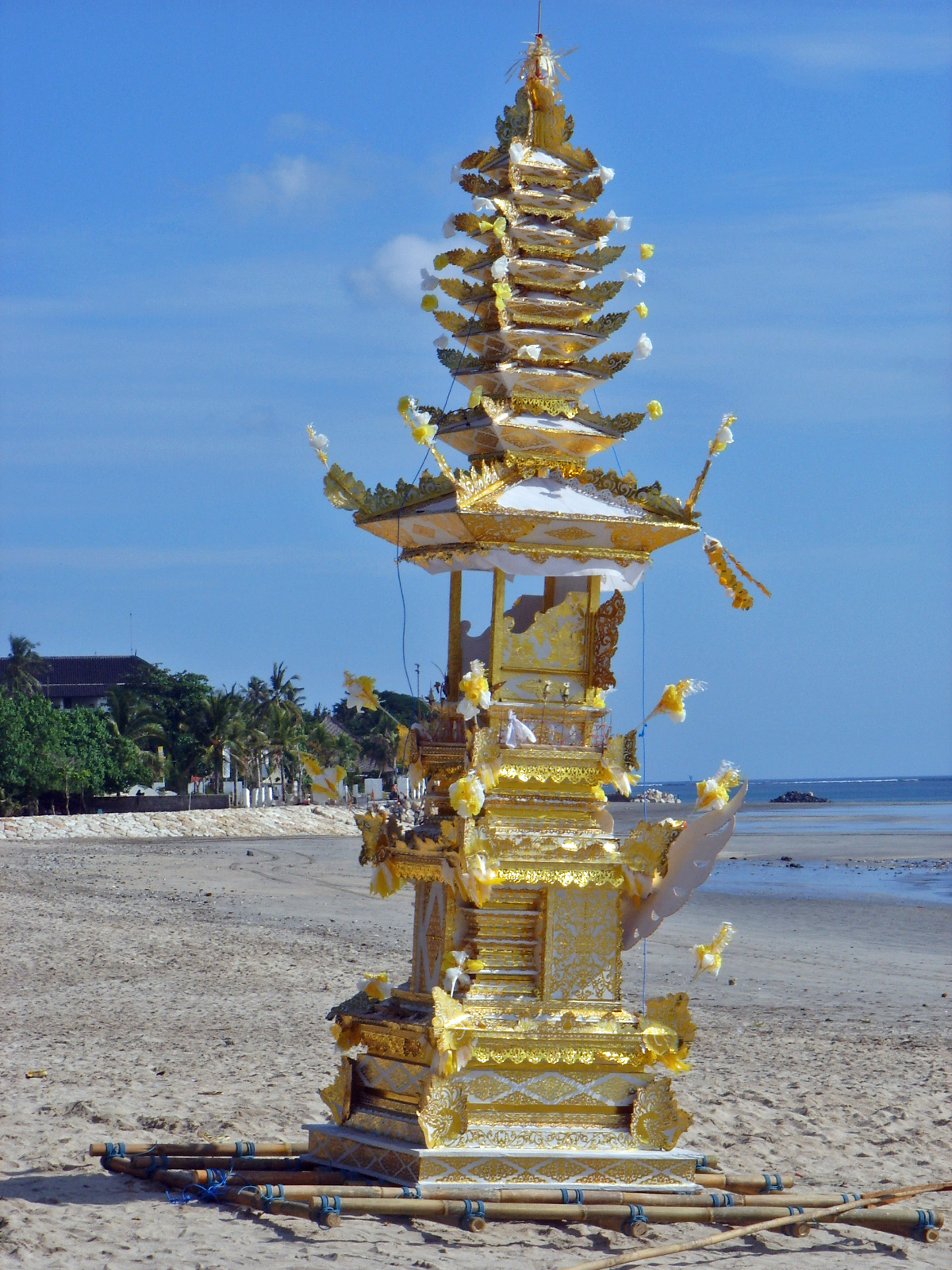
Una torre de cremación wadah para una ngaben.

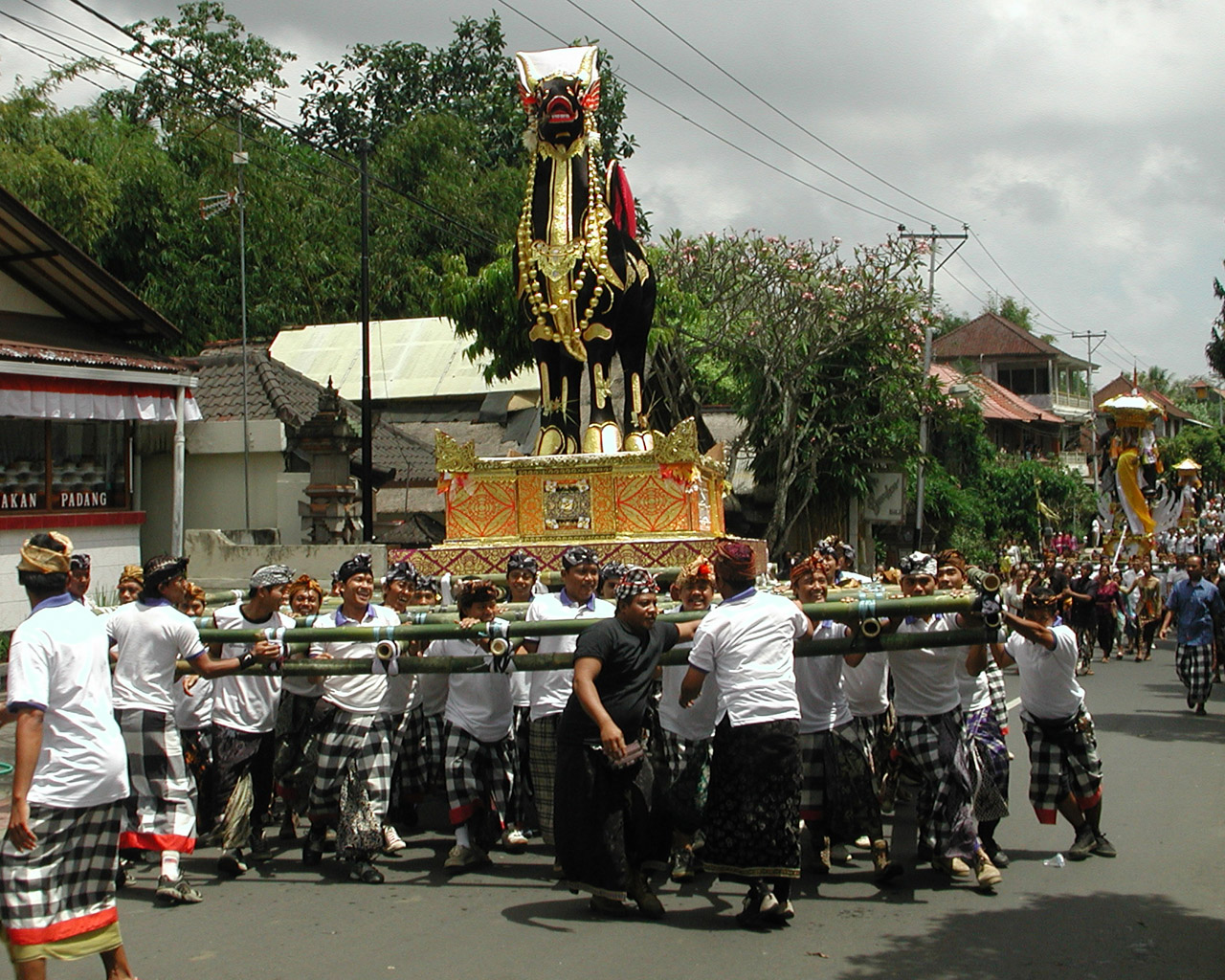
Ceremonia Ngaben en Ubud con un lembu, en forma de toro.

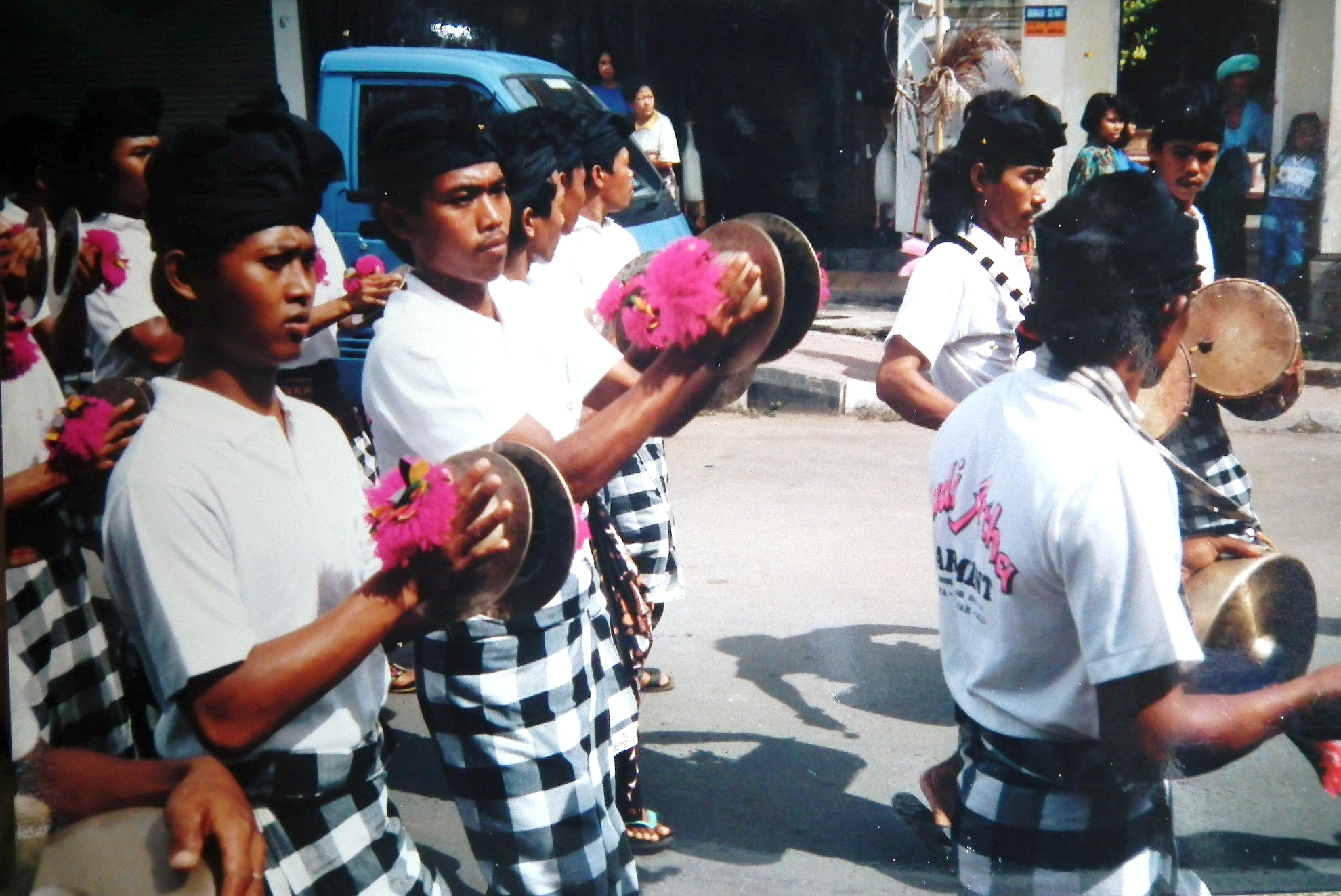
Acompañamiento musical funerario durante una ngaben en Bali, llevando sarongs en patrón de cuadros blancos y negros, que representa la estabilidad entre el bien y el mal.

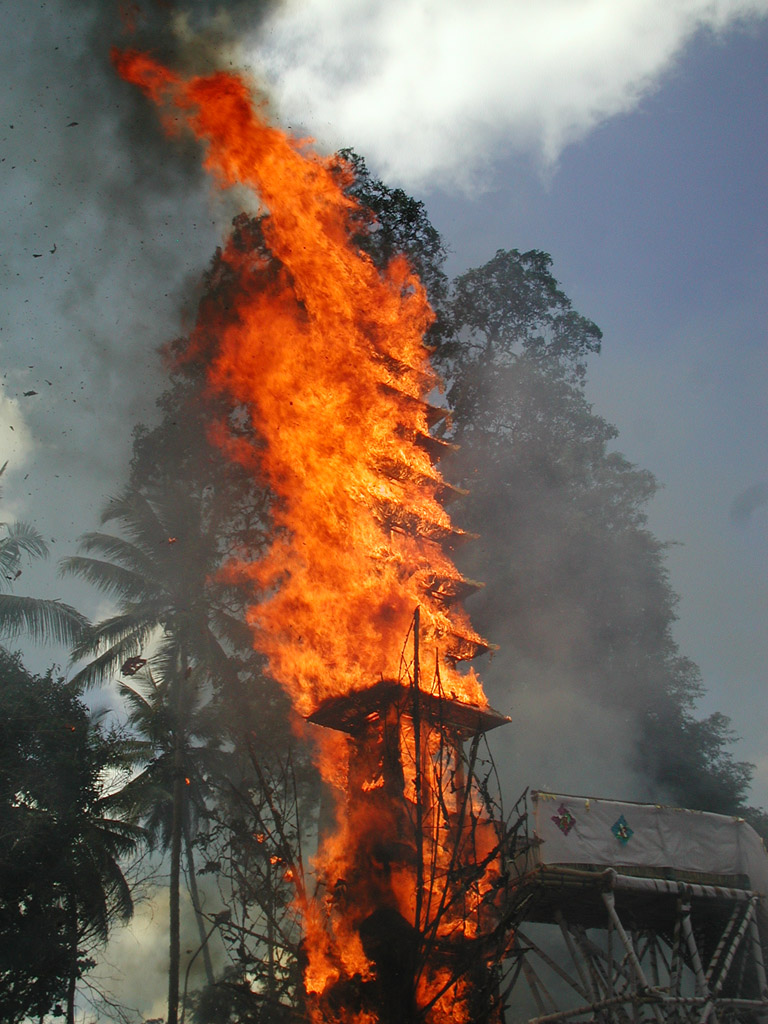
Cremación ngaben en Ubud.

Ngaben, también conocida como pelebon es una ceremonia de cremación realizada ritualmente por los hinduistas en Bali, Indonesia. Está clasificada como una ceremonia Pitra Yajña (ceremonia que se muestra a los antepasados).
Se realiza una ngaben para liberar el alma de una persona muerta para que pueda ingresar al reino superior donde puede esperar a que renazca o logre liberarse de los ciclos de renacimientos. La teología hinduista balinesa sostiene que existe una competencia entre los malvados residentes del reino inferior para capturar esta alma, y con una cremación adecuada, se incrementan las posibilidades de que pueda llegar al reino superior.

## Destino
La ceremonia ngaben, conceptualmente, tiene los siguientes significados y propósitos:
- Quemar el cadáver o, simbólicamente, arrojar las cenizas al río o al mar tiene el significado de liberar el atma (espíritu) de los grilletes del mundo para que pueda unirse fácilmente con Dios (mokshatam atmanam).
- Quemar el cadáver es también lleva una serie de ceremonias para devolver todos los elementos del panca maha bhuta (5 elementos de la naturaleza del constructor del cuerpo humano) a sus respectivos orígenes para no entorpecer el viaje del atma a Sunia Loka.
- Para la familia, esta ceremonia es un símbolo de que la familia ha sido sincera y está dispuesta a dejar a la persona en cuestión.

## Proceso
Se prefiere realizar una ngaben, siguiendo todos los rituales, lo más rápidamente posible, pero suele ser demasiado caro, al alcance de pocos. Por ello, en la cultura balinesa, las personas pasan por un estado provisional donde entierran a los muertos durante un tiempo, generalmente cerca de un pura prayápati, proceden a reunir dinero y creman a muchos muertos recientes el mismo día en una elaborada ceremonia ngaben basada en la comunidad. Una vez que las familias están financieramente preparadas, seleccionan un día propicio, hacen los bades (ataúdes) para llevar a los muertos y anuncian el evento en el pueblo. Las familias también hacen un patulangan para incinerar el cuerpo, que es un lembu (ataúd de papel de madera de bambú con forma de toro o animal mítico) para quemar con los muertos, o un wadah de madera (estructura similar a un templo).
Una vez que el cadáver está listo para proceder a la ceremonia, se le lava, se le viste con indumentaria balinesa, y los familiares y amigos le dan el último adiós con oraciones y los dolientes lo llevan a la cremación. Llevan los cadáveres ritualmente, ataviados con atuendos tradicionales, acompañados de música y cantos de gamelán, al kuburan (lugar de cremación). Si el camino pasa por algunos cruces importantes de carreteras, el ataúd se gira tres veces para confundir a los malvados residentes del reino inferior.
En el lugar de cremación, el cadáver se coloca en el lembu, en forma de toro o en el wadah en forma de templo, y se recitan los himnos finales y se enciende la pira de cremación.
Mientras el cadáver arde, el conjunto de música balinesa toca la música beleganjur, una música de batallas que simboliza la lucha del alma con el malvado reino del inframundo para poder alcanzar el reino superior sin preocupaciones. Doce días después de la cremación, las familias recogen las cenizas, las introducen en una cáscara de coco, las llevan al océano o al mar cercano para devolver sus restos a los elementos.